# Лавджой, Дирдри
Ди́рдри Лавджо́й (англ. Deirdre Lovejoy; род. 30 июня 1962, Абилин) — американская актриса.

## Биография
Дирдри Лавджой наиболее известна по роли Ронды Перлман в телесериале HBO «Прослушка», в котором она снималась с 2002 по 2008 год, на протяжении всего периода трансляции шоу. Она окончила Университет Эвансвилла со степенью бакалавра и школу искусств Тиша университета Нью-Йорка с высшей театральной степенью, прежде чем начала сниматься на экране.
Лавджой появилась в более чем пятидесяти телепроектах и фильмах на протяжении своей карьеры. На большом экране она сыграла мать главной героини в фильме 2006 года «Шаг вперёд», а также появилась в фильмах «Паутина лжи», «Талантливый мистер Рипли», «Шафт», «Отчим» и «Очень плохая училка». В последние годы на телевидении она была заметна в сериалах «Кости», «Следствие по телу» и «Частная практика».
В апреле 2022 года Лавджой сфотографировалась в футболке с цитатой российского оппозиционного политика Алексея Навального.

## Избранная фильмография
| Год  |   | Русское название                          | Оригинальное название         | Роль         |
| ---- | - | ----------------------------------------- | ----------------------------- | ------------ |
| 2013 | с | Американская история ужасов: Психбольница | American Horror Story: Asylum | ведущая Ланы |
| 2016 | с | Бесстыжие                                 | Shameless                     | Рита Смит    |